# Indwarra-Nationalpark
Der Indwarra-Nationalpark ist ein Nationalpark im Nordosten des australischen Bundesstaates New South Wales, 421 km nördlich von Sydney und rund 40 km südlich von Inverell.
In dem auf der Hochebene von New England gelegenen Park findet man die früher für diese Gegend typische Vegetation, die heute nur noch in Resten vorhanden ist.
Ein öffentlicher Zugang zu diesem Nationalpark ist nicht möglich, da er komplett von Privatländereien umgeben ist. Mit dem Namen „Indwarra“ bezeichneten die dortigen Aborigines die dort besonders häufig vorkommende Eukalyptusart (Stringybark).